# Aster bakerianus
Aster bakerianus là một loài thực vật có hoa trong họ Cúc. Loài này được Burtt Davy ex C.A.Sm. mô tả khoa học đầu tiên năm 1930.